# Малка врана
Малката врана (Corvus enca) е вид птица от семейство Вранови (Corvidae).

## Разпространение
Видът е разпространен в Бруней, Индонезия, Малайзия и Филипините.